# موزه راه آهن آریزونا
موزه راه آهن آریزونا یک موزه راه‌آهن است که در چندلر، آریزونا واقع شده است.

در سال ۱۹۸۳ به عنوان یک سازمان غیرانتفاعی تأسیس و ثبت شد. این به راه آهن آریزونا و جنوب غربی ایالات متحده اختصاص داده شده است. در این موزه مجموعه گسترده‌ای از انبارهای راه‌آهن و مصنوعات وجود دارد. دو مورد از موارد به نمایش گذاشته شده در این موزه، در فهرست ملی اماکن تاریخی ثبت شده‌اند، مواردی که در این موزه به نمایش گذاشته شده شامل "لوکوموتیو راه آهن جنوب اقیانوس آرام شماره SP 2562" و "شماره مناقصه ۸۳۶۵" و "جرثقیل و ماشین ابزار خراب کننده بخار راه آهن" و … می‌باشد.

## نگارخانه
تصاویر زیر مربوط به موزه راه‌آهن آریزونا و نمایشگاه‌های آن است که شامل دو خودروی ثبت‌شده در فهرست ملی مکان‌های تاریخی نیز می‌باشد.

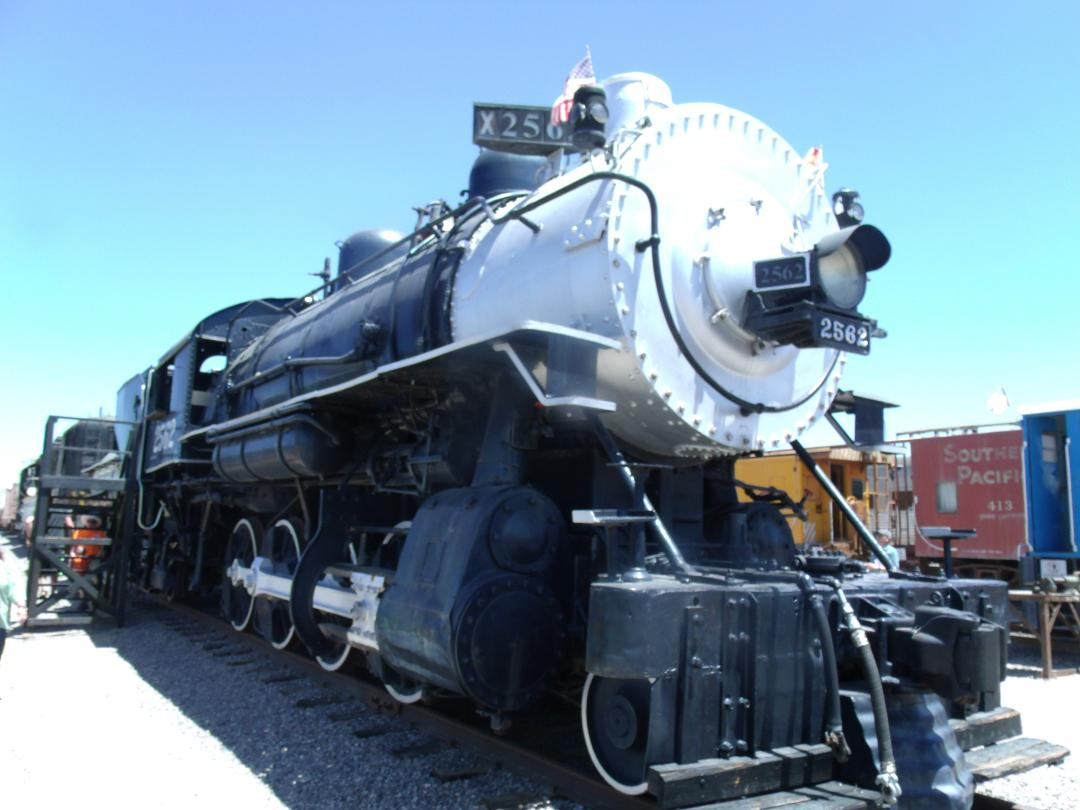
center|لوکوموتیو راه آهن جنوب اقیانوس آرام شماره SP 2562 و مناقصه شماره ۸۳۶۵
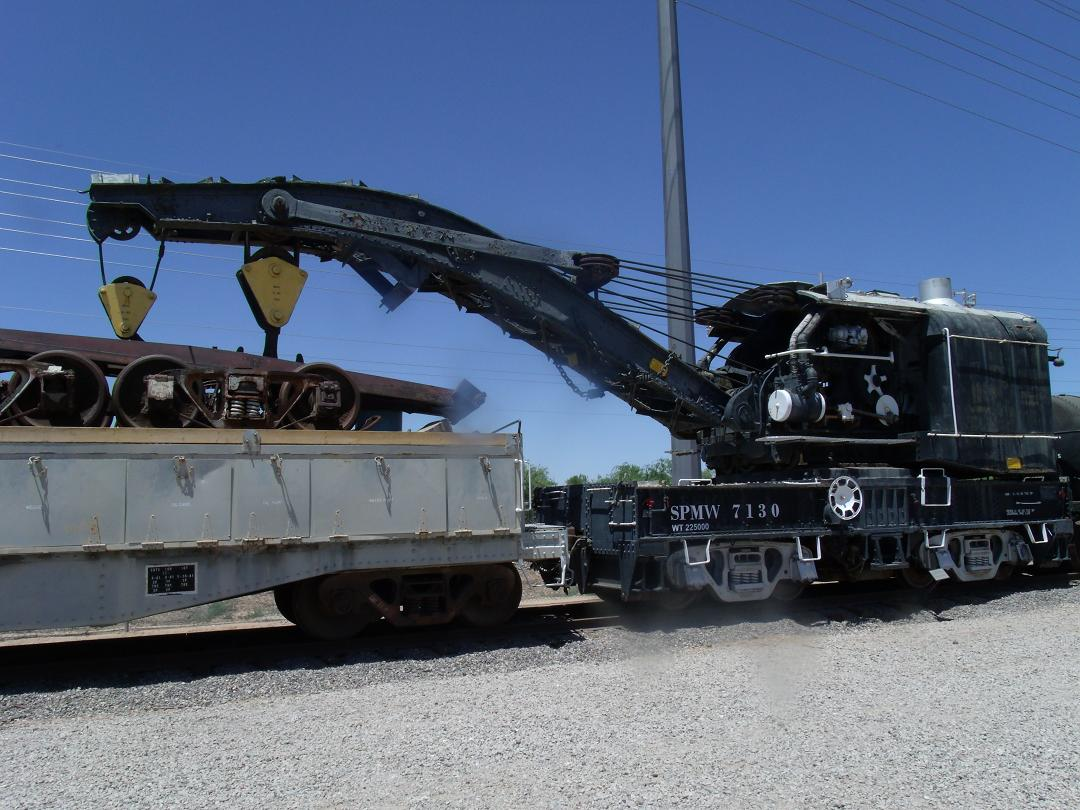
جرثقیل و ماشین ابزار خراب کننده بخار راه آهن
NRHP مرجع شماره ۰۷۰۰۱۳۰۱

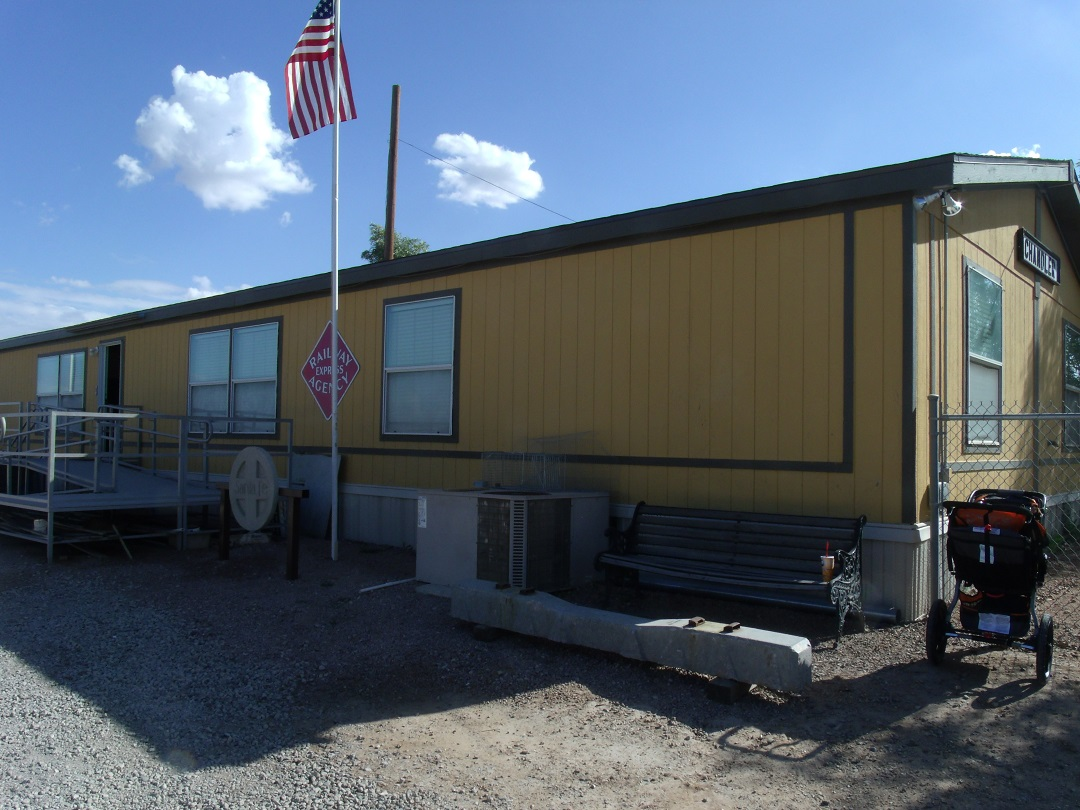
ساختمان موزه راه آهن آریزونا و فروشگاه هدیه. این موسسه در سال ۱۹۸۳ به عنوان یک سازمان غیرانتفاعی، آموزشی و تاریخی تأسیس شد.
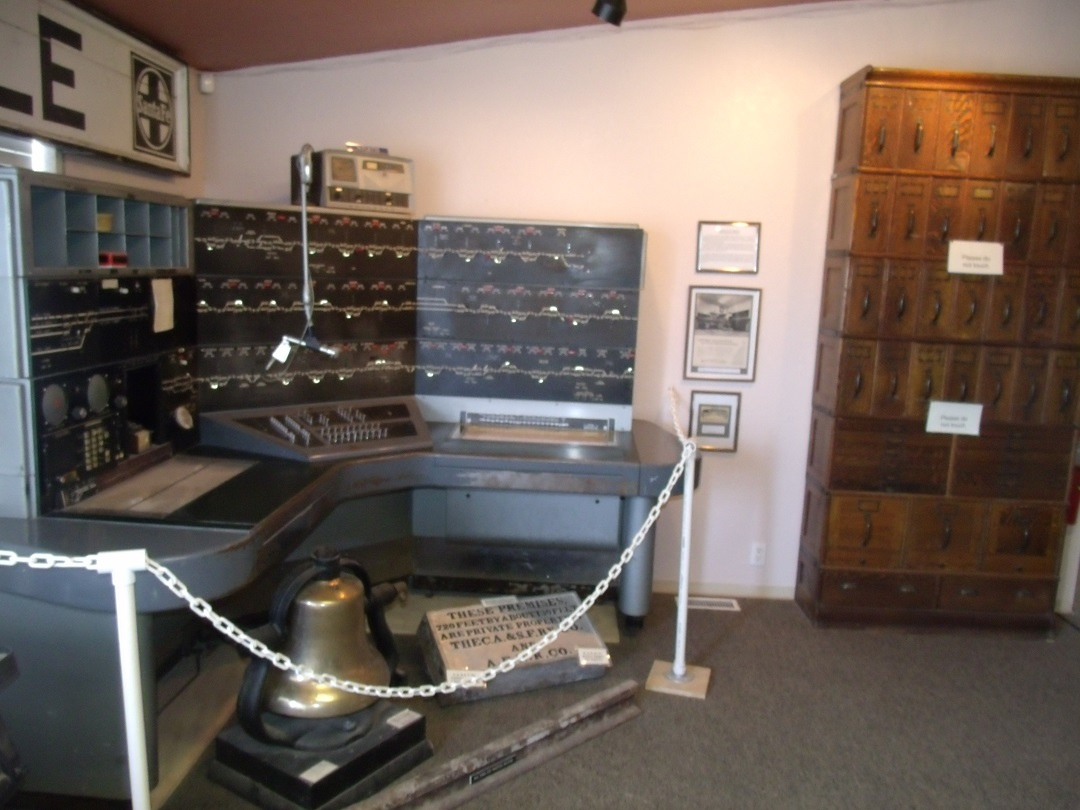
یکی از نمایشگاه‌های داخل موزه راه آهن آریزونا.
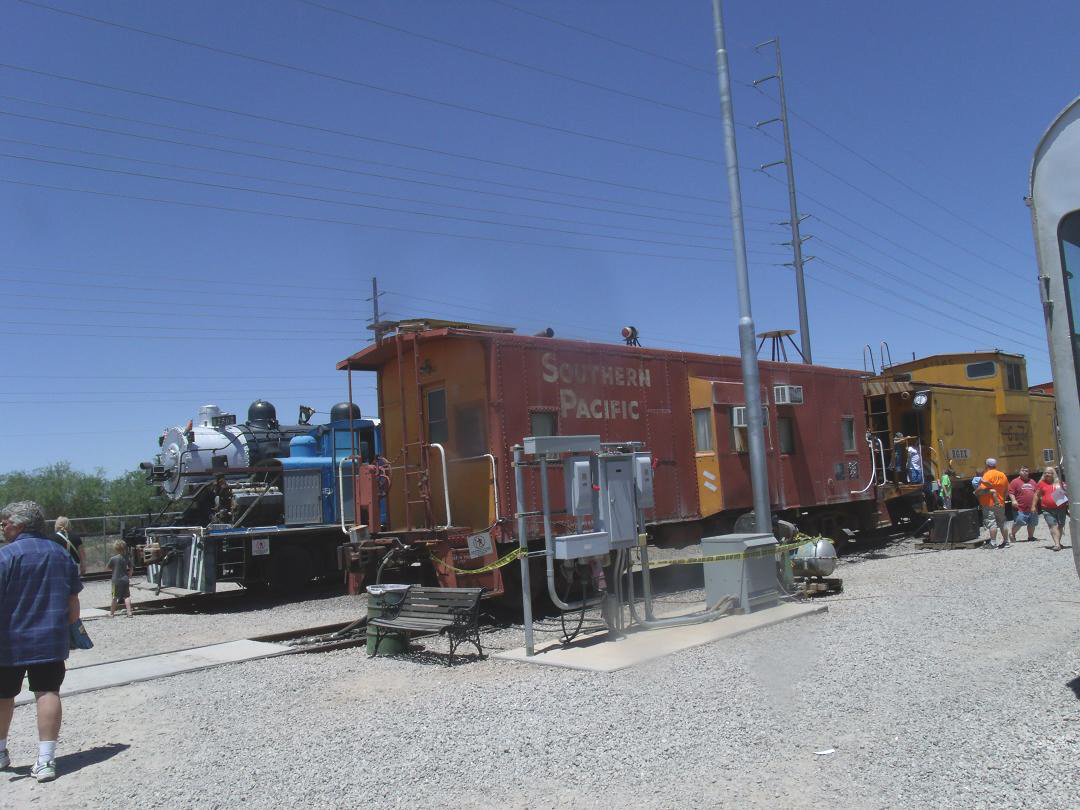
این موزه در خیابان 330 E. Ryan در چندلر، آریزونا واقع شده است و لوکوموتیو راه‌آهن جنوبی اقیانوس آرام شماره SP 2562 و شماره مناقصه ۸۳۶۵ (تصویر در پس‌زمینه) و جرثقیل بخار بخار راه‌آهن و ماشین ابزار را در خود جای داده است که هر دو فهرست شده‌اند. در فهرست ملی اماکن تاریخی، مراجع #07001301 و #09000511.
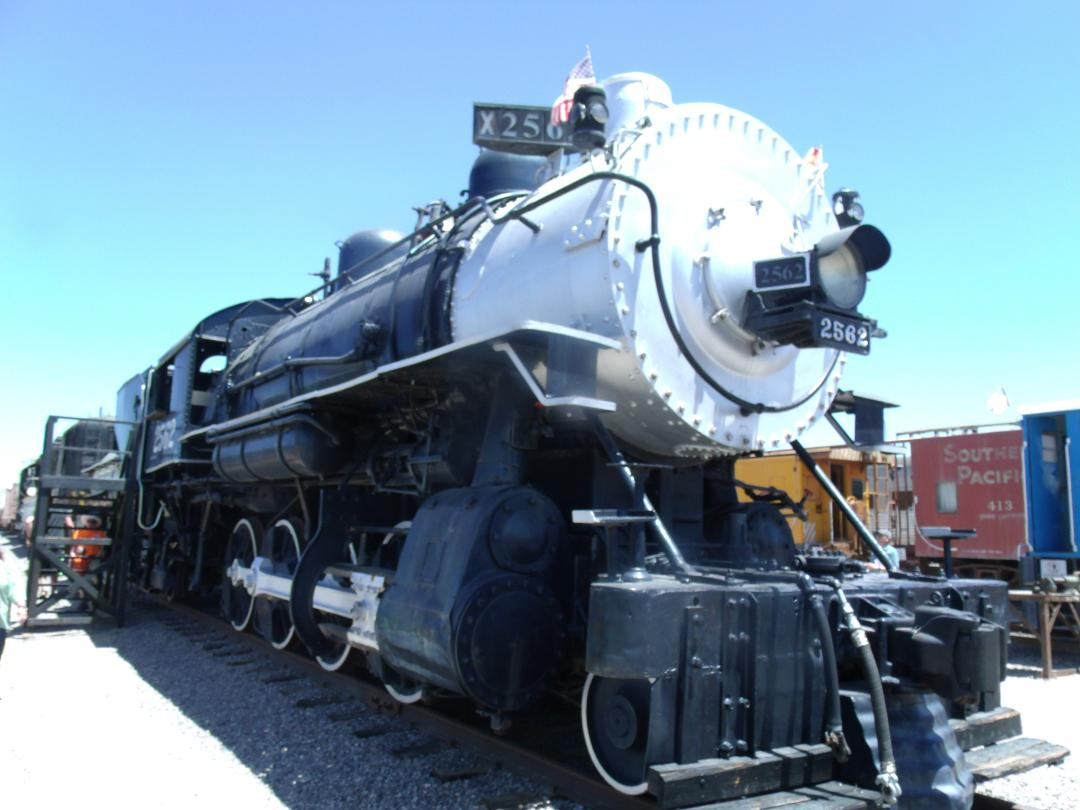
لوکوموتیو راه آهن جنوب اقیانوس آرام شماره SP 2562 و مناقصه شماره ۸۳۶۵ در سال ۱۹۰۰ ساخته شد. این لوکوموتیو در موزه راه آهن آریزونا در معرض نمایش است. لوکوموتیو یک مدل: BLW 2-8-0، ساخته شده به عنوان: SP 2562 (2-8-0) توسط شرکت بالدوین لوکوموتیو، شماره سریال: ۲۹۰۶۴ است. لوکوموتیو و مناقصه در فهرست ملی اماکن تاریخی ذکر شده است. مرجع #09000511.
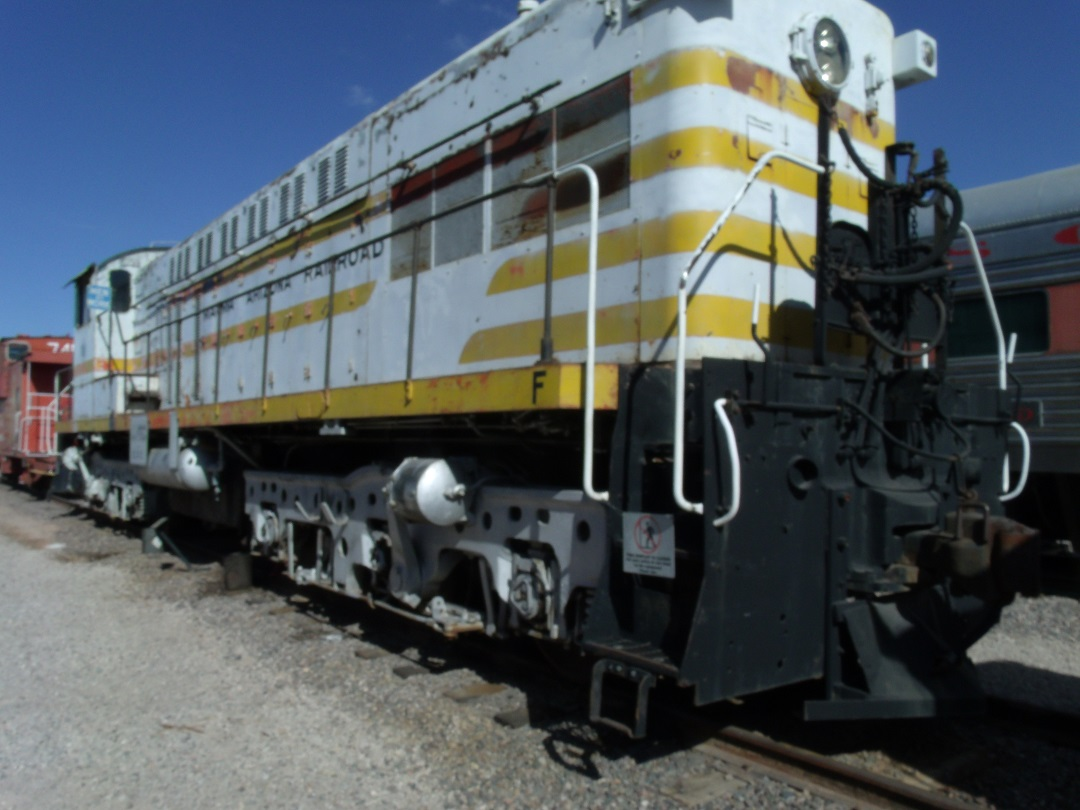
لوکوموتیو ماگما ریل بالدوین شماره ۱۰. بالدوین لوکوموتیو ورکز این لوکوموتیو را در سال ۱۹۵۰ به عنوان یک DRS 6-6-1500، دیزلی برای راه آهن مک کلود ریور به عنوان شماره ۲۹ ساخت.
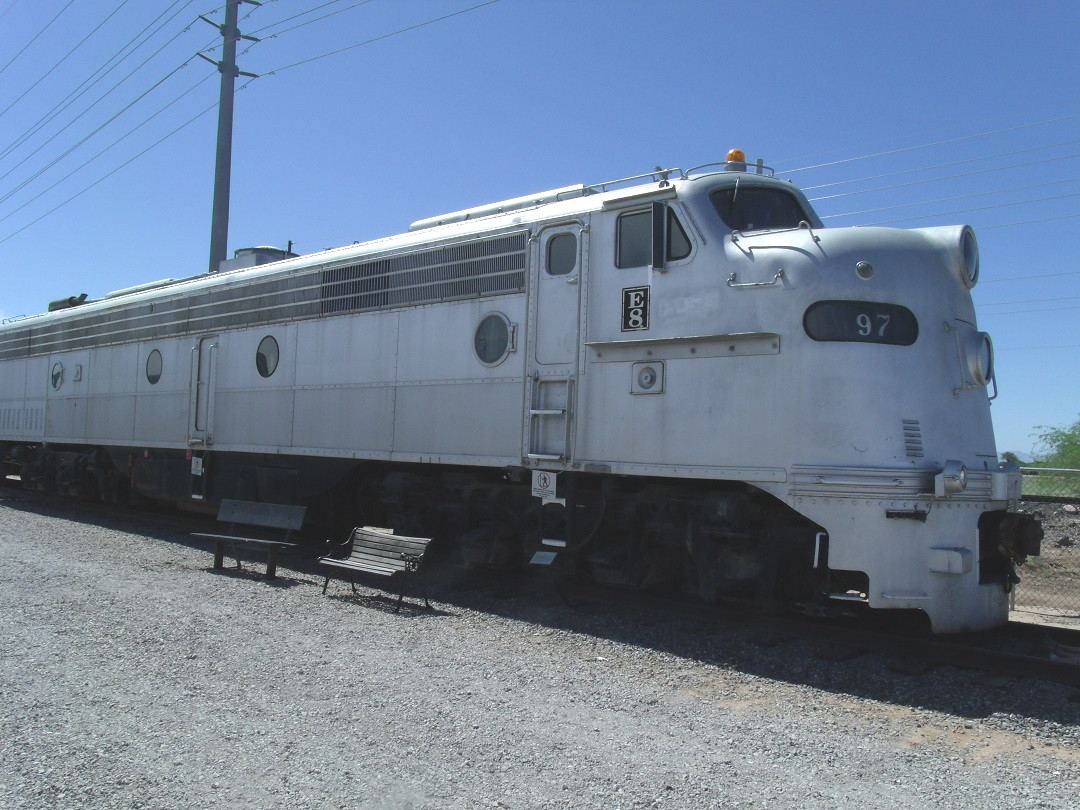
لوکوموتیو C&NW E8 توسط شرکت حمل و نقل شیکاگو و شمال غربی اداره می‌شود و در سال ۱۹۵۰ ساخته شده است.
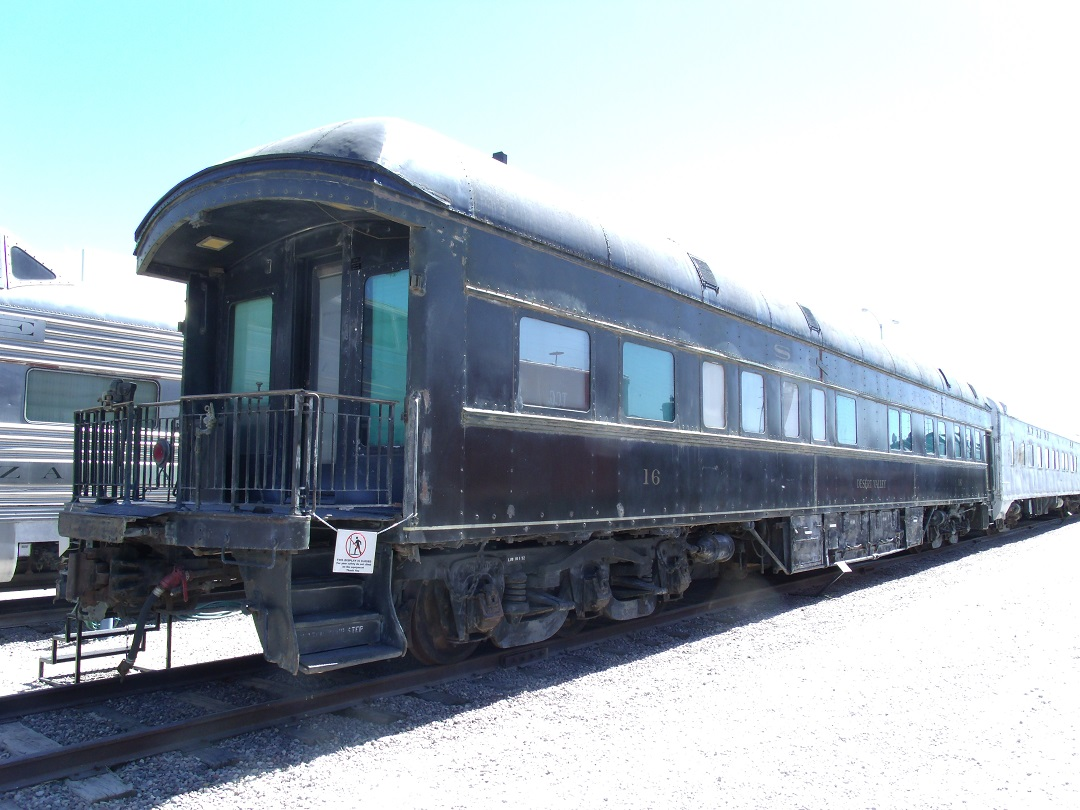
ماشین تجاری راه آهن جنوبی در سال ۱۸۹۷ برای شرکت راه آهن جنوبی ساخته شد. این خودرو که «دره صحرا» نام داشت، در سال ۱۹۰۱ به عنوان اتومبیل رئیس‌جمهور در راه آهن کارولینای جنوبی و جورجیا خدمت کرد.